# Жабе (роман)
Жабе (кин: 蛙) је роман Мо Јена први пут објављен 2009. године. Роман говори о Гугу (姑姑 „тетка по оцу“), тетки „Пуноглавца“, нараторки романа. Гугу врши разне побачаје након увођења политике за једно дете.  Роман говори и о разлозима због којих је политика спроведена и о последицама. 
Роман дотиче најболнија места у души кинеског народа у двадесетом веку, и умногоме проширује досадашње представе о романескном књижевном изразу.
На енглески га је превео Howard Goldblatt, најистакнутији преводилац савремене кинеске књижевности и бивши професор истраживања на Одељењу за источноазијске језике и културе Универзитета Нотре Даме.  Служио је као Мо Јенов дугогодишњи преводилац за енглески језик. 
На мандаринском кинеском реч за жабу 蛙 ( ва ) звучи слично звуку бебе (娃ва), а име приповедача значи „ пуноглавац ”. 
Janet Maslin из Њујорк тајмс-а написала је да сукоби између владиних планера побачаја, који верују да раде исправно, и будућих родитеља чине роман Жабе „запањујуће драматичном књигом“.  Steven Moore из Вашингтон Пост-а написао је да, будући да роман укључује сцене тескобе, Жабе „није полемика која подржава неопходну, бездушну политику према једном детету“. 

## Радња
У центру пажње је лик нараторове тетке, која је као врсна бабица у младости стекла статус добре виле, да би потом била сатанизована пошто је следећи директиву партије обавила велики број абортуса, чак и у касним стадијумима трудноће.
Гугу, рођена 1937, прва је модерна бабица у граду Тадполеа. Заљубила се у пилота ваздухопловства 1960. године, али официр је отишао на Тајван. 
Упечатљиво су описани снови у којима бабица бежи од хорде осветољубивих жаба, бременитих снажном симболиком с обзиром на то да се у кинеском језику речи "жаба" и "баба" слично изговарају, "тетка" ће, преплављена осећајем кривице, покушати да се искупи тако што ће замолити свог супруга уметника да ваја глинене фигурице деце према описима побачених беба.
Роман је подељен на пет делова, а сваки део је писмо пуноглавца јапанском професору. Након недавне посете професор тражи више информација о каријери своје тетке. Испричан кроз флешбекове прошаране његовим рефлексијама, пуноглавац нас води кроз своја сећања на Гугуов живот.
Касније роман стиже све до данас и прати мање Гугуа, а више самог Пуноглавца.

## Пријем
Julia Lovell из Њујорк тајмс-а написала је да би поређење са "Мрачним путем" Мо Јен-а, такође о абортусима у Кини, било неизбежно; хвалећи завршни део Жаба, она је тврдила да се два романа у почетку чине прилично различитим, али да оба „описују земљу која је залутала, земљу у којој је репресивна држава појединце учинила неспособним да самостално доносе моралне судове о политичким, економским и социјално понашање и у којем жене и даље пате од безобзирних мушких политичара и мужева који су фиксирани синовима “. Али Julia Lovell је такође написала: „Они који предвиђају анализу Гугуове најдубље психологије биће разочарани. Током читаве књиге Мо Јенова наративна пажња стрели ту и тамо [. . . ] Мо Јен је стекао име и богатство као најпродаванији романописац. Ипак се понекад питам да ли његово срце лежи у визуелнијим, лингвистички скраћеним књижевним жанровима “. 

## Издање на српском језику
Роман Жабе је објавила издавачка кућа "Лагуна" 2013. године, а на српски језик га је превела Ана Јовановић.

## Награде
Роман Жабе је овенчан највишом наградом за књижевно стваралаштво у Кини "Мао Дун".